# Portulacaria armiana
Portulacaria armiana es un arbusto suculento perteneciente al género Portulacaria, dentro de la familia Didiereaceae. Es endémica del suroeste de Namibia.

## Descripción

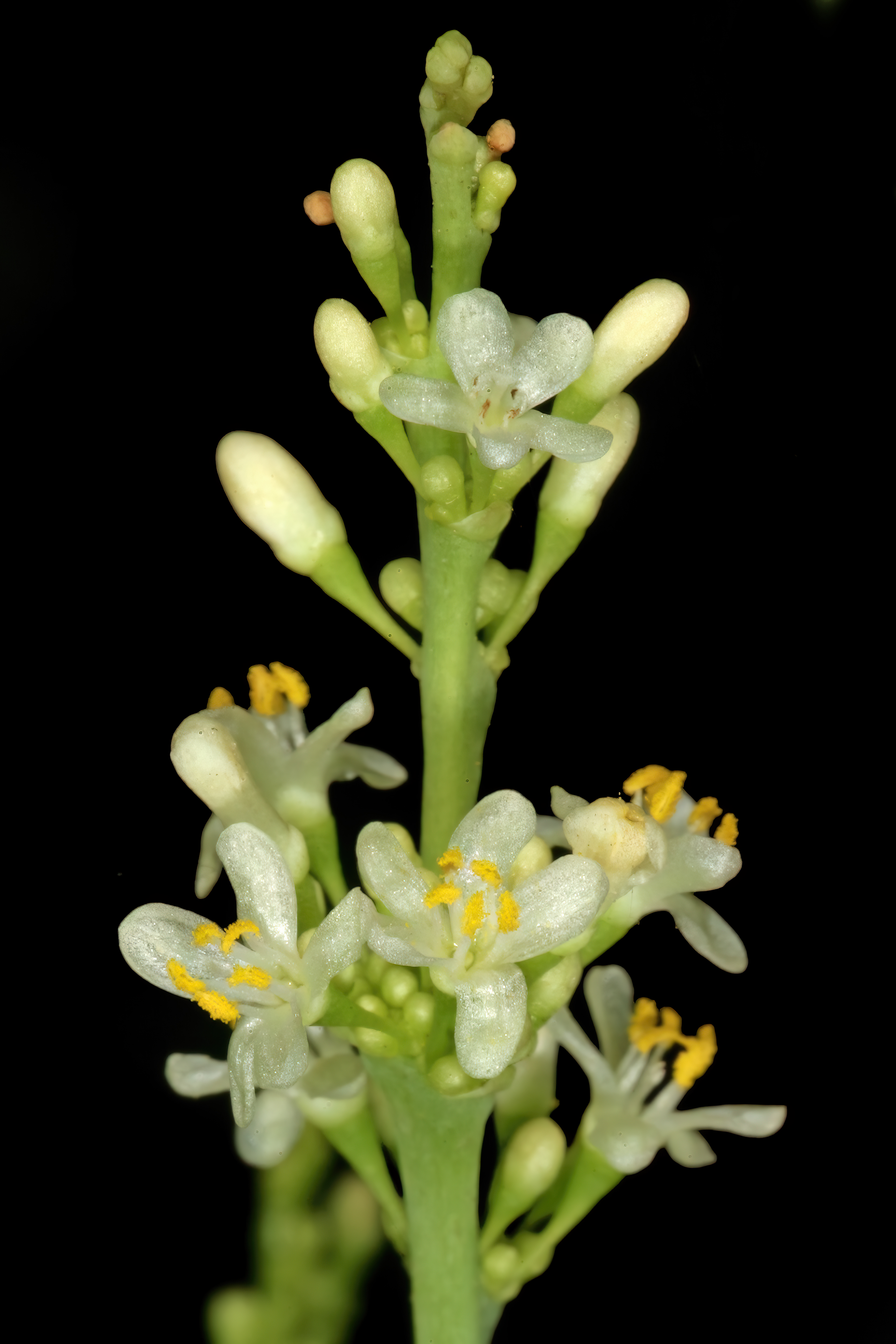
Detalle de sus flores

Portulacaria armiana se considera un subarbusto suculento de 50 a 70 centímetros de altura con una corteza pelada de color marrón amarillento y tronco pequeño que alcanza los 3,5 centímetros de diámetro. Los brotes de color gris verdoso, de 9 a 12 milímetros de grosor, tienen hojas suculentas con forma ovoide. Miden de 3 a 7 centímetros de largo y de 3 a 3,5 centímetros de ancho. La base de la hoja tiene forma de cuña y la punta es redondeada, con el borde ligeramente ondulado.
La inflorescencia erguida crece de 3 a 5 metros (a veces hasta 8 metros) de altura, en forma de látigo que se puede ver desde grandes distancias. Las flores son de color blanco, con cinco pétalos alargados que miden de 2,5 a 3 milímetros de largo.

## Distribución y hábitat
El área de distribución nativa de esta especie es el suroeste de Namibia y crece principalmente en el desierto o en biomas de matorrales secos.

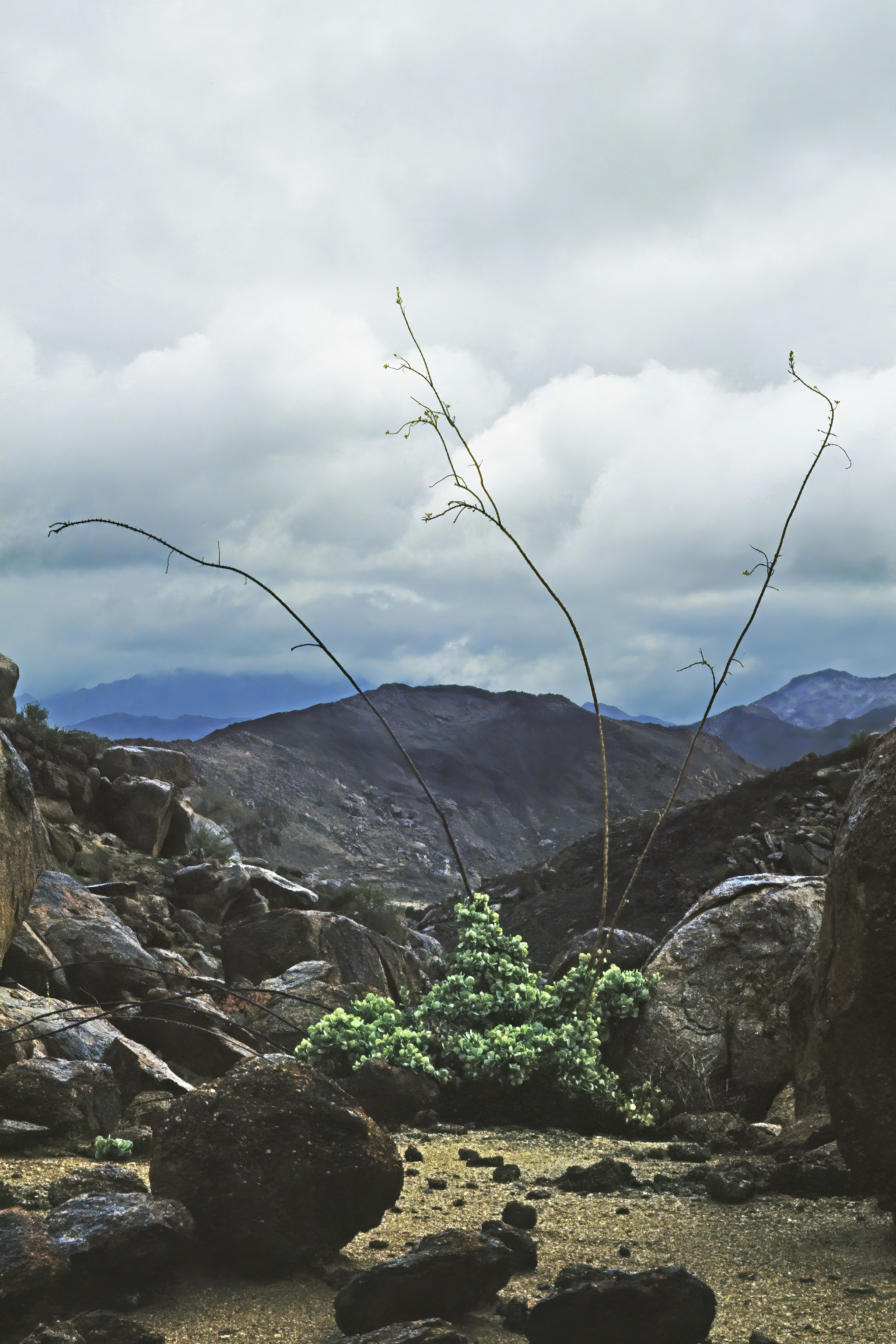
Planta en su hábitat

## Taxonomía
Portulacaria armiana fue descrita botánico sudafricano Ernst Jacobus van Jaarsveld y publicada por primera vez en la revista científica Journal of South African Botany 50: 393 en 1984.

Etimología
- Portulacaria: nombre genérico derivado del género Portulaca debido a su parecido con este. El sufijo "-aria" es un sufijo latino que se utiliza para indicar relación o pertenencia.
- armiana: epíteto específico otorgado en honor a su descubridor Anthony R. Mitchell.[4]

## Estado de conservación
La planta está potencialmente amenazado por la pérdida de hábitat debido a la minería, así como por la erosión y el pisoteo como resultado del pastoreo excesivo, por lo que fue evaluada como de "Vulnerable (VU)" por la Lista Roja de Plantas Sudafricanas.

## Usos
Se cultiva principalmente como planta ornamental, pudiéndose propagar a partir de esquejes o semillas. Crece a pleno sol en suelos bien drenados.